# Борислав Георгиев (преводач)
Вижте пояснителната страница за други личности с името Борислав Георгиев.
Борислав Николов Георгиев е български класически филолог, преводач от старогръцки език, поет, публицист.
Пресътворява на български поезията на Алкей, Сафо, Хипонакт, Бакхилид, Солон, Анакреон, Алкман, Архилох, Теогнид, Тиртей, Пиндар, Ибик, Стезихор и Мимнерм.

## Биография
Роден е през 1928 г. в София. Завършва класическа филология и история в Софийския университет (1955).
Работи в отдел „Пропаганда и агитация“ към туристическата организация „Балкантурист“ (1963 – 1964). През 1964 г. е задържан при масова хайка срещу хомосексуалисти в София. Работи и в Дирекцията за авторско право към Комитета за култура (1965). Сътрудник е на Радио София, на издателство „Народна култура“ и на Българска кинематография.
През 1979 г. емигрира във Франция. Защитава дисертация в университета Париж-IV: Пари-Сорбон на тема „Йоан Кукузел и музикалното му дело“ (1987).
Умира в Париж на 28 септември 2003 г.
В Централния държавен архив се съхранява неговият личен архивен фонд с № 1319К. Документите са предадени от Борислав Георгиев.